# جلیزجند
جلیزجند، روستایی از توابع بخش مرکزی شهرستان فیروزکوه در استان تهران ایران است.

## جمعیت
این روستا در دهستان شهرآباد قرار دارد و براساس سرشماری مرکز آمار ایران در سال ۱۳۸۵، جمعیت آن ۵۸۹ نفر (۱۸۱خانوار) بوده‌است.

## زبان
مردم این روستا به زبان مازندرانی صحبت می کنند.